# A tél szíve
A tél szíve Az Idő Kereke sorozat kilencedik kötete, Robert Jordan amerikai író műve. 2000. november 7-én jelent meg, magyarul pedig 2003-ban, illetve újrakiadásban 2016-ban. A New York Times keményborítós fantasy regényeinek toplistáján az első helyen nyitott, sorozatban másodszor. 35 fejezetből áll és egy prológusból. A könyv címe utalás az időjárás drasztikus változására, és Rand egyre hidegebb szívére.
A kötet prológusa, kedvcsinálóként, már a könyv kiadása előtt megjelent e-book formátumban, később pedig az egész mű is. Ennek borítója lett a későbbi magyar kiadásénak is az alapja, melyen Rand al'Thor látható, aki a Chodean Kal nevű sa'angreal segítségével megtisztítja a saidint.

## Cselekmény
|  | Alább a cselekmény részletei következnek! |

A cselekmény nagyobb része a következő kötettel, "Az alkony keresztútján"-nal egyszerre játszódik.
Az előző kötet végén Perrin feleségét, Failét elrabolták a Shaido aielek, ő pedig szeretne mihamarabb utánuk eredni. Sajnos meg kell várnia Masema megbízhatatlan szövetségeseit, és mire ez megtörténik, addigra elveszti a nyomot.
A trónkövetelőként fellépett Elayne igyekszik megszilárdítani trónigényét, ennek érdekében zsoldosokat toboroz, valamint engedi a határvidéki seregek belépését az országba, abban a reményben, hogy azok majd elriasztják az ellenfeleit. Ők azonban összeesküvést szőnek ellene, és majdnem sikerül is megölniük. Egy Doilin Meliar nevű illető menti meg az életét, hálából pedig a királynői testőrség parancsnokává teszi meg. Nem is sejti, hogy az illető igazi neve Daved Hanlon, és valójában árnybarát.
Rand al'Thor, akinek az előző kötet eseményeit követően menekülnie kellett, titokban Caemlynbe utazik követőivel, ahol Elayne, Min és Aviendha Őrzőjévé válik. Miután együtt tölt egy éjszakát Elayne-nel, Nynaeve, egy Alivia nevű felszabadított damane, és több ter'angreal társaságában ugyanolyan titokban távozik. Egyenesen Far Maddingba megy, hogy leszámoljon az áruló asha'manokkal. Kettejüket sikeresen meg is öli, viszont kiderül, hogy a többieket csak Padan Fain használta csalinak - a csapdába esett Randet elfogják. Cadsuane és Nynaeve mentik meg egy ter'angreal segítségével. Ezután Nynaeve-vel, Cadsuanéval és pár követővel Shadar Logoth kísértetvárosába megy, hogy megtisztítsa a saidint a Sötét Úr rontásától. A Kitaszítottak, akik megtudták, hogy mindehhez Mashadart és egy rendkívül erős sa'angrealt, a Choedan Kal-t akarja felhasználni (melynek megszerezte a kulcsait), már várnak rá. Az aes sedai-ok és az asha'manok egymást segítve szembeszállnak velük, és Osan'gart sikerül is megölniük. Az Egyetlen Hatalom férfi fele megtisztul, a férfi mágiahasználók többé nem őrülnek meg, de Shadar Logoth és a Choedan Kal női fele megsemmisülnek.
Tuon, a Kilenc Hold Lánya, a seanchan trónörökös megérkezik Ebou Darba, magát egyszerű nemesasszonynak álcázva. Egy Noal Charin nevű férfi megmenti Matet a rátámadó gholamtól, később pedig belefut Tuonba és Surothba, akikkel beszédbe elegyedik. Mivel közben azon van, hogy megszökjön a városból, elkezdi a holmijait egy közeli fogadóba hurcolni, ahol három aes sedai szintén a szökést tervezgeti. Az első kísérlet kudarcba fullad, ezután mintegy véletlenül találkozik Egenainnal, a nővel, aki korábban segített Nynaeve-nek és Elayne-nek is is. Ő elmondja, hogy ismer három sul'damot, akiket rá lehet bírni, hogy segítsenek. Mat végül megmenti az aes sedai-okat, neki azonban nem sikerül a szökés, mert Tuon megakadályozza ebben. Tuon egyedül száll szembe vele és le is győzi őt. Egenain közli Mattel, hogy Tuon nem más, mint a Kilenc Hold Lánya. A döbbent Mat, aki emlékszik a jóslatra, amit korábban kapott, kijelenti, hogy ez esetben Tuon nem más, mint a leendő felesége.
|  | Itt a vége a cselekmény részletezésének! |

## A Choedan Kal
A kötet cselekményének, valamint magának a történetnek is fontos szereplője a Choedan Kal. Robert Jordan nem sokkal a könyv megjelenését megelőzően írta meg a "The Strike at Shayol Ghul" című rövid elbeszélését, amelyben egy fiktív írnok által fellelt ősi iratot ismertet, mely a Legendák Korának legvégén született. Mint ahogy Az Idő Kereke cselekményéből ismert, a Sötét Úrral szemben Lews Therin Thelamon és a férfi aes sedai-ok szálltak szembe, aminek eredményeképp végül mind megőrültek és ennek katasztrofális következményei lettek. Ezen elbeszélés szerint lett volna egy másik út is, amelyet a leghatalmasabb női aes sedai, Latra Posae Decume javasolt: a Choedan Kal használata. Ez voltaképpen két hatalmas sa'angreal, a létező legerősebb, melynek egy férfi és egy női fele létezik. Egy-egy, kézben tartott gömb alakját vették fel, és csak a megfelelő kulcsok birtokában aktiválhatók. Ahhoz túl nagyok voltak, hogy szállítani lehessen őket, és túl erősek, hogy közvetlenül használhatóak legyenek. A kulcsok azonban elvesztek a háború alatt, így esély sem volt a használatukra. Az évezredek során a szobrok maguk is feledésbe merültek és csak legújabban kerültek feltalálásra, mi több, a férfi felet jelképező szoborba Rand al'Thor a tudtán kívül bele is botlott "A nagy hajtóvadászat" című kötetben, miután visszatért a portálkövek mögötti útjáról (erről az olvasó Selene/Lanfear megjegyzéséből szerezhet tudomást). A korábbi kötetekben Rand megszerezte a kulcsokat Rhuidean városában, ezért volt most képes használni a sa'angrealt. A férfi fél a kötet eseményei során még mindig létezik, a cselekmény során később lesz még jelentősége.

## Magyarul
- A tél szíve; ford. Körmendi Ágnes; Beholder, Bp., 2003 (Az idő kereke sorozat)